# Hrvatsko amatersko kazalište Travnik
Hrvatsko amatersko kazalište Travnik (HAK Travnik, Hrvatsko kazalište Travnik) je hrvatska kazališna ustanova iz Bosne i Hercegovine. Sjedište je u Travniku, Jankovići bb.

## Povijest
Početci sežu u jesen 1993. godine. Vlastita inicijativa mladih volontera u Novoj Biloj našla je vremena i za umjetnost i kazališni izričaj u najtežim ratnim vremenima. Bio je to odraz nade za bolja vremena. Godine 1995. je Općinsko poglavarstvo Travnik utemeljilo Hrvatsko amatersko kazalište Travnik kao javnu ustanovu. Ova kazališna kuća je sve do danas uz Hrvatsko narodno kazalište u Mostaru dugo bila jedina kazališna kuća s hrvatskim predznakom u BiH. Do danas su imali šesnaest premijera i oko pet stotina izvedaba po Bosni i Hercegovini, Hrvatskoj, Švicarskoj, Njemačkoj i Austriji. 1998.godine Hrvatsko kazalište Travnik pokrenulo je akciju radi izgradnje zgrade Kazališta te višenamjenskog kulturnog centra za mladež u Travniku. Kamen temeljac za zgradu kazališta položen je ožujka 2000. godine. Izgradnji su mnogo pomogli prijatelji iz Nizozemske i Hrvatske. U kazalištu se tradicionalno održavaju Maškarijada, Country party i Andrićevi dani, a novi događaj je Art projekt.

## Vanjske poveznice
- Službene stranice  Arhivirana inačica izvorne stranice od 8. siječnja 2018. (Wayback Machine)
- Facebook